# 静岡新聞ニュース
静岡新聞ニュース（しずおかしんぶんニュース）は、静岡放送（SBS）のテレビ・ラジオで放送されている静岡新聞協力のローカルニュースである。正式タイトルは『SBS静岡新聞ニュース』（エスビーエスしずおかしんぶんニュース）。
　

## 概要

### テレビ
見出し・項目は基本的に『JNNニュース』全国パートと同一だが、『SBSサタデーニュース』に限り、独自デザインを使用している。

### ラジオ
ワイド番組内のニュースについてもすべて「静岡新聞ニュース」として放送されている。

### コミュニティFM
エフエムみしま・かんなみをはじめ、県内各地のコミュニティFMでも静岡新聞ニュースの放送が行われている。

## 放送時間（2023年4月から）

### テレビ
朝
- 土曜 5:39頃（『JNNニュース』に内包）
- 日曜 6:54頃（『JNNニュース』に内包）

昼
- 月曜 - 金曜 11:49頃（『ひるおび!JNNニュース』に内包）
- 土曜 11:54頃（『JNNニュース』に内包）
- 日曜 11:34頃（『JNNニュース』に内包）

午後
- 土曜・日曜 15:54 - 16:00（週により時間帯の変動あり）

夕方
- 土曜 17:50頃、18:50 - 19:00（『静岡新聞ニュースサタデー』として放送、17:44枠は『報道特集』に内包）
- 日曜 17:45頃（『Nスタ』に内包[注釈 3]）

夜
- 月曜 - 木曜 23:50頃（『news23』に内包）
- 土曜 0:37 - 0:40（『news23』に内包）（金曜深夜）
- 土曜・日曜 21:54 - 22:00

基本的に、独立番組として放送されている枠以外は、それぞれの「番組内ニュース」として位置づけられているものの、新聞休刊日などで静岡新聞紙面において紹介されているSBSテレビのローカルニュースはすべて「静岡新聞ニュース」とされている。

### ラジオ
基本的に、毎時50分あるいは55分からの放送開始。ただし、『IPPO』枠内では7:08頃と7:50頃に「Up-to-date News」として、8:15頃に「IPPOフラッシュニュース」としてそれぞれ放送されている。
なお、7:08頃の「Up-to-date News」と交通情報はニッポン放送を幹事局とする番組『お早うネットワーク』の企画ネット番組扱いとなっている。
かつては6:32頃にも放送されていたが、『IPPO』の放送開始時間が6:30から7:00に繰り下げとなったことに伴って2020年3月27日に廃枠となった。

## 放送概況
テレビ番組
開始当初は、アナウンサーの顔出しは行わず、写植文字によるニュース項目の見出しと取材映像などで構成されていたが、1988年4月、報道部フロア内にDスタジオが新設され、アナウンサーの顔出しが開始された。Dスタジオには顔出し用としてクロマキーバックが置かれていた。そして1991年には手狭になった報道部のフロア改修に伴いDスタジオが撤収され、新たにオープンスタジオが作られた。
その後、2001年春、新館完成に伴い移転した新・報道部（情報センター）内に顔出しブースも移動するが、最終的には新館の情報センターと同じフロアに完成したNスタジオに顔出しブースも集約され、同スタジオが稼働を開始した2006年6月以降、ここからすべてのニュースが送り出されている。
ラジオ番組
ラジオニュースについてはワイド番組内ではワイド番組放送中のスタジオから、それ以外の定時ニュースは（基本的に）Cスタジオから放送される。ただし、ラジオの定時ニュースとテレビの定時ニュースで放送時間が近接している場合、アナウンサーシフトの都合などから、テレビNスタジオから放送されることもあるという。